# Bo Elfwendahl
Bo Edwin Elfwendahl, född 22 juni 1928 i Tierps församling, Uppsala län, död 23 juni 2004 i Ölmevalla församling, Hallands län, var en svensk diplomat.

## Biografi
Elfwendahl genomförde handelsstudier 1945-1946 och var bankanställd i Stockholm och hos Hambros Bank i London. Han tjänstgjorde vid generalkonsulatet i San Francisco 1948-1952, i Houston 1952 och vid konsulatet i Los Angeles 1952-1954. Elfwendahl tjänstgjorde vid UD 1954-1957, var vicekonsul och konsul vid generalkonsulatet i Hongkong 1957-1962 samt konsul vid ambassaden i Haag 1962-1964. Han var därefter ambassadsekreterare vid ambassaden i Dublin, Irland 1964-1967, ambassaden i Tripoli, Libyen 1968-1973, förste ambassadsekreterare vid ambassaden i Belgrad, Jugoslavien med sidoackreditering i Tirana, Albanien 1973-1976, kansliråd vid Utrikesdepartementet i Stockholm 1976-1981, ambassadör vid ambassaden  Lagos, Nigeria med sidoackreditering i Accra, Ghana 1981-1985, Koordinator vid UDH i Stockholm från 1985.
Elfwendahl gifte sig 1950 med Hazel Svenson (född 1923). Elfwendahl avled 2004 och gravsattes på Ölmevalla kyrkogård.